# Modern Day Escape
Modern Day Escape ist eine US-amerikanische Metalcore-Band aus Orlando/Florida, die von 2006 bis 2013 bestand und nach sieben Jahren Pause im Jahr 2020 wieder aktiv ist.
Die Band bestand zuletzt aus James Vegas (Gesang), Marti Rubels (Gitarre), Shep (Bass), NXE (Gitarre) und Sandra Alvarenga (Schlagzeug).
Bis zu der Unterzeichnung des Plattenvertrages mit StandBy Records im Mai 2009 gehörte die Band der DIY-Szene an.

## Geschichte
Modern Day Escape wurde 2006 von James Vegas, Marti Rubels, Shep, NXE und Schlagzeuger Tony Sorrows gegründet. Dieser wurde durch Corey Vegas ersetzt, welcher 2010 durch die ehemalige Black-Veil-Brides-Schlagzeugerin Sandra Alvarenga ersetzt wurde. Als Grund für den Ausstieg aus der Band gab Texas an, eine Familie gründen zu wollen.
Ihre erste EP, welche nach der Band benannt wurde, erschien am 1. Januar 2007 als Eigenproduktion. Seit Mai 2009 war die Band bei StandBy Records unter Vertrag. Am 14. Juli 2009 erschien dort das Debütalbum House of Rats.
Im Dezember 2010 tourte die Band gemeinsam mit der Gruppe Taproot entlang der Ostküste der Vereinigten Staaten. Diese Tour führte durch New York, Ohio, Illinois, Maryland, Connecticut und Pennsylvania. Im selben Jahr tourte die Band auch mit I Am Ghost und begleitete Black Veil Brides auf deren The Sacred Ceremony Tour. Vereinzelt spielte die Band auch mit Aiden und Sugarcult.
Im Januar 2012 tourte die Gruppe mit Aiden und Wednesday 13 durch die USA. Am 23. März 2012 erschien mit „Under the Gun“ das zweite Album der Gruppe. Am 7. Juni 2012 startete die Gruppe ihre „Under the Gun Tour“. Als Supportbands wurden Dr. Acula, From Atlantis und The Bunny the Bear bestätigt. Diese Tour lief bis zum 7. Juli.
Im März 2014 kündigte die Band, eine Pause unbestimmter Dauer einzulegen. Am 26. April 2020 veröffentlichte die Band schließlich mit Revenge Is So Sweet ihr erstes Stück nach sieben Jahren Pause. Außerdem kündigte die Gruppe mit Transmutation eine EP an, die im Laufe des Jahres herausgebracht wird.

## Diskografie

### EPs
- 2007: Modern Day Escape (Eigenproduktion)

### Alben
- 2009: House of Rats (StandBy Records/Victory Records)
- 2012: Under The Gun
- 2013: New Life